# Amadeus IT Group
Amadeus IT Group è un'azienda multinazionale operante nel mercato dei viaggi e turistico.

## Profilo aziendale
Amadeus si occupa del processo di ricerca, calcolo del prezzo, prenotazione e rilascio di biglietti, della gestione degli inventari e dei sistemi di controllo delle partenze. Al 31 dicembre 2012 i principali clienti di Amadeus comprendevano 716 compagnie aeree (delle quali 73 low cost), 100 ferroviarie, 50 marittime, 31 società di noleggio, 300 catene alberghiere (per un totale di più di 250.000 hotel), 91.000 agenzie viaggi, 239 tour operator e 22 compagnie assicurative.
Basa il suo business sulle transazioni, ovvero trattiene per sé una certa percentuale del costo totale di ogni singola transazione che esegue per il cliente. Al 31 dicembre 2012 i sistemi informativi di Amadeus hanno processato più di 1 miliardo di transazioni (per l'esattezza 1.091.300.000).
Ha sedi centrali a Madrid (quartier generale e marketing), Sophia-Antipolis (ricerca e sviluppo) ed Erding (elaborazione dati), e sedi regionali a Miami, Buenos Aires, Bangkok e Dubai. La gestione della parte commerciale è affidata alle cosiddette Amadeus Commercial Organisations (ACOs), con sede in circa 75 diverse città di altrettanti paesi (fra le quali Milano per l'Italia) e ricoprenti 215 mercati a livello mondiale.
Al 31 dicembre 2018 Amadeus contava 16.227 dipendenti di più di 150 nazionalità diverse. È quotata sulla borsa di Madrid dal 29 aprile 2010 e al 31 dicembre 2019 le azioni erano distribuite nel modo seguente:
- Azioni proprie 0,06%
- Membri dell'Amadeus Board 0,06%
- Negoziabili in borsa 99,88%

## Storia

### Le origini
Amadeus originariamente si offriva ai propri clienti come sistema di distribuzione globale (Global Distribution System o GDS) permettendo di connettere in tempo reale i fornitori di contenuti (ad esempio le compagnie aeree) con le agenzie viaggi e i clienti finali. L'obiettivo principale della creazione di Amadeus da parte di Air France, Iberia, Lufthansa e Scandinavian Airlines, nel 1987, era quello di offrire un'alternativa europea alla statunitense Sabre. A livello software il primo GDS era basato su un applicativo esistente, sviluppato dalla statunitense System One. A livello hardware Amadeus decise di utilizzare i mainframe proprietari di IBM sui quali erano installati i sistemi operativi real time chiamati Transaction Processing Facility (TPF).
Inizialmente i sistemi Amadeus erano funzionalmente dedicati alle prenotazioni aeree e centrate sui Passenger Name Record (PNR), corrispondenti a record di database contenenti tutte le informazioni necessarie ad identificare una prenotazione, come i dettagli del passeggero, l'itinerario, il numero e il prezzo del biglietto, ecc. Nel corso degli anni il concetto di PNR fu trasferito anche ad altri ambiti, come le prenotazioni alberghiere, ferroviarie, crociere, alle assicurazioni, al noleggio auto, ecc.

### I primi dieci anni

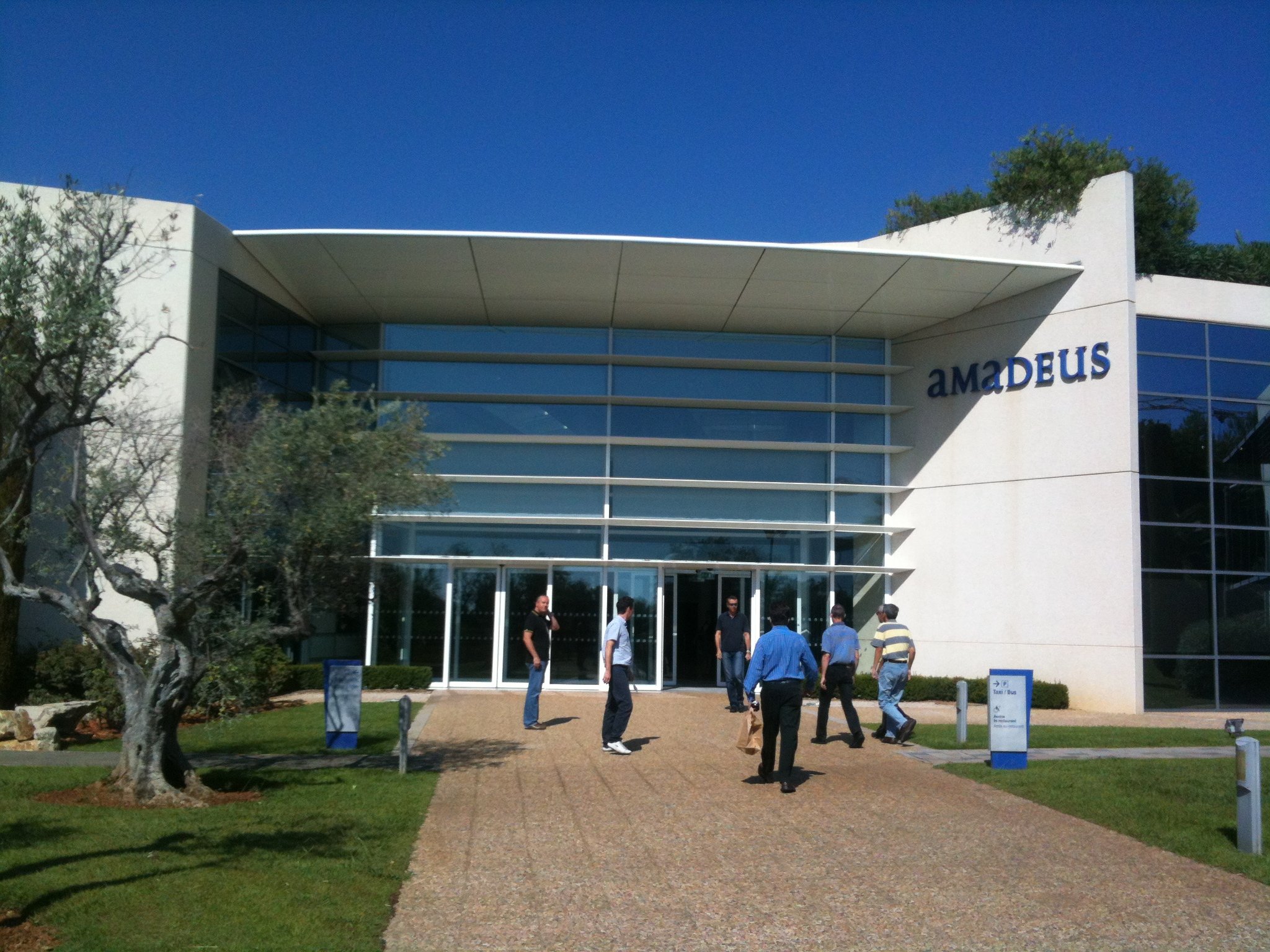
Amadeus sede di Sophia Antipolis: uffici della sede principale

Nel primo anno di vita Amadeus aprì il suo quartier generale a Madrid, in Spagna, il suo centro di sviluppo a Sophia-Antipolis, in Francia, e iniziò la costruzione del nuovo data centre, ad Erding, in Germania. Nel 1989 fu distribuito AmadeusPro, un sistema che permetteva alle agenzie viaggi di prenotare voli attraverso i propri terminali, mentre erano già 11 le compagnie aeree clienti. Un anno dopo fu inaugurato il data centre di Erding, costato 200 milioni di dollari ed in grado di gestire 150 milioni di transazioni nel primo anno. Nel 1991 i terminali connessi ad Amadeus erano 45.000, mentre l'anno successivo fu distribuita la nuova piattaforma GDS, in grado di gestire 70 milioni di prenotazioni nel primo anno e oltre 10 milioni di prenotazioni al mese l'anno successivo.
Nel 1993 il 60% delle agenzie viaggi in Europa erano collegate con Amadeus. Nel 1994 fu firmato il contratto con la centesima compagnia aerea, Austrian Airline. Un anno dopo Amadeus terminò l'acquisto di System One da Continental Airlines, divenendo così il più grande GDS in termini di diffusione geografica delle agenzie di viaggio. Nel 1996 fu lanciato il sito
www.amadeus.net e le prenotazioni superarono i 309 milioni. Nel 1997 Amadeus festeggiò il suo 10º anniversario toccando quota 32% nel mercato delle agenzie viaggi a livello mondiale. Lo stesso anno Icelandair lanciò il primo sito di viaggi interamente basato sui sistemi Amadeus.

### Dal 1998 al 2010
Nel 1998, per la prima volta, il centro dati elaborò un milione di transazioni in un solo giorno. Nel 1999 Amadeus gestiva i siti di commercio elettronico di circa 80 compagnie aeree e 3000 agenzie di viaggio. Questo è anche l'anno di lancio della prima soluzione di ticketing elettronico: l'Amadeus E-Ticket Server (ETS). Nell'ottobre dello stesso anno Amadeus divenne una società pubblica dopo la quotazione nelle borse di Madrid, Barcellona, Parigi e Francoforte. Nel 2000 Amadeus iniziò lo sviluppo di Vista (una versione del proprio sistema di prenotazione basata su browser), quello dei nuovi sistemi di inventario e di controllo delle partenze (inizialmente per British Airways e Qantas), e annunciò la nuova soluzione di gestione dei clienti chiamata Altéa. Nel 2001 divenne il primo GDS al mondo a ricevere la certificazione ISO 9001. Nel 2003 il numero annuo di prenotazioni superò i 400 milioni, mentre alcune compagnie aeree (come BMI e Qantas) lanciarono i loro nuovi siti web basati sulla piattaforma Amadeus. Nel 2004 Amadeus ha avviato la fase di transizione dai vecchi mainframe TPF a sistemi ad alte prestazioni basati su Linux.
Nel 2007 solo il 20% della suite Altéa era in esecuzione sotto licenza TPF, e secondo i piani la transizione sarebbe dovuta terminare alla fine del 2012 quando tutte le soluzioni IT di Amadeus saranno in esecuzione su sistemi open source. Nel 2005 Amadeus optò per un cambio di identità (è in questo anno che è stato introdotto il motto "Your Technology Partner"), e si ripropose come fornitore leader dei servizi di Airline IT. A supporto di questo cambiamento ci fu la firma su un importante contratto con la Star Alliance, per la quale la compagnia si impegnò a fornire una nuova piattaforma informatica comune per tutte le compagnie aeree aderenti. Nello stesso anno Amadeus fu acquisita da un gruppo di investitori privati BC Partners e Cinven per 4 miliardi di dollari. La transizione da sistema di distribuzione a fornitori di soluzioni IT è stata rafforzata nel 2006 con il cambio di nome da Amadeus Global Travel Distribution SA ad Amadeus IT Group SA. Lo stesso anno il centro di ricerca e sviluppo venne spostato a Sophia Antipolis e il numero di prenotazioni raggiunse i 500 milioni. A fine 2007 Amadeus forniva il proprio sistema di e-Ticketing a 192 compagnie aeree. Il 29 aprile 2010 venne nuovamente quotata nella borsa di Madrid e attualmente lo è ancora.

### Acquisizioni
Nel corso degli anni Amadeus ha acquisito:
- SMART AB, compagnia leader nel mercato nord europeo della distribuzione, acquisita al 100% nel 2002 e rinominata Amadeus Scandinavia[13]
- Vacation.com, il più grande network degli Stati Uniti per i viaggi di piacere, acquisito nel 2000[14]
- E-Travel, Inc., leader nella fornitura di prodotti tecnologici per viaggi d'affari, acquisito nel 2001[15]
- Opodo, un sito di viaggi europeo[16], che ha poi rivenduto a febbraio 2011 per 450 milioni di euro.[17]
- Airline Automation (AAI), un sistema automatico di processamento dei PNR, acquisito nel 2003[18]
- TravelTainment, un sistema di prenotazione per il mercato tedesco dei viaggi di piacere, acquisito nel 2006[19]
- Optims, una software house europea nell'ambito degli hotel, acquisita al 100% nel 2005[20]
- Onerail, società IT che opera nel settore ferroviario[21]
- Airconomy, compagnia con base a Francoforte e leader nella market business intelligence[22]
- Atlas Travel Technologies, compagnia di marketing operante in Australia e Nuova Zelanda[23]
- Hitit Loyalty, leader, in termini di clienti, nel mercato della gestione delle relazioni e fidelizzazione dei clienti, soprattutto per quanto riguarda le compagnie aeree[24]
- Travel Audience, fornitore di soluzioni pubblicitarie per l'industria del turismo[25]
- Newmarket International, fornitore di soluzioni IT per l'industria degli hotel[26]
- UFIS Airport Solutions, leader nel settore dell'information technology per l'airport IT[27]
- i:FAO, leader del mercato Corporate Travel IT per Germania, Austria e Svizzera[28]
- Air-Transport IT Services, provider di soluzioni per l'airport IT[29]
- Itesso, fornitore di un sistema basato su tecnologia cloud per la gestione della proprietá alberghiera[30]
- Hotel SystemsPro di Newmarket, software di gestione sales, catering e gestione nel settore alberghiero[31]
- Navitaire, ex subsidiaria di Accenture, fornitore di soluzioni IT per l'industria aeronautica[32]
- TravelClick, fornitore di soluzione informatiche per la gestione alberghiera[33]
- ICM Airport Technics, leader nel settore della gestione automatizzata dei passeggeri e dei bagagli aeroportuali[34]

## Centro elaborazione dati
Amadeus ha il proprio centro di elaborazione dei dati ad Erding, in Germania, il più grande centro civile in Europa. Il complesso, messo in funzione nel gennaio 1990, processa più di 3,7 milioni di prenotazioni al giorno, con circa 19.000 transazioni processate ogni secondo e un tempo di risposta medio di meno di 0,5 secondi. Il centro memorizza 13 petabyte di dati. Per quanto riguarda la sicurezza, il data center utilizza un modello "a piramide", ovvero più è sensibile e importante un dato o una funzione, più internamente viene conservato nella struttura.